# 郊区 (洛阳市)
洛阳市郊区，旧区名。河南已撤消的市辖区。
1950年5月，为管理四关农村工作成立洛阳市郊区公所，辖塔湾、马坡、岳村、小屯、金谷园、下池、西工镇。1955年11月，洛阳县建制撤销，1956年1月，组建中共洛阳市郊区委员会、郊区人民委员会，治今河南省洛阳市区。后几度废置，1958年11月，撤销郊区建制。建立市属洛南、洛北、瀍河、涧西4个人民公社。1959年8月，恢复郊区建制，区下辖洛南、邙山、秦岭、白马寺4个人民公社。1961年1月，洛阳市郊区再次撤销。1962年6月，郊区再度恢复。1968年3月，建立洛阳市郊区革命委员会。1980年8月，撤销洛阳市郊区革命委员会，建立洛阳市郊区人民政府。2000年撤销洛阳市郊区，改设洛阳市洛龙区。 